# Волигамси, Ринат Фазлетдинович
Ринат Фазлетдинович Волигамси (настоящая фамилия — Исмагилов; род. 6 марта 1968, село Ермолаево, Башкирская АССР) — российский художник-сюрреалист. 

## Биография
Родился в 1968 году. В 1989 году окончил архитектурно-строительный факультет Уфимского государственного нефтяного технического университета по специальности «Архитектура». Член союза художников России с 2000 года.
C 2011 года сотрудничает с московской галереей 11.12 GALLERY, расположенной на территории ЦСИ Винзавод.
В 2017 году вошел в Российский инвестиционный художественный рейтинг 49ART, представляющий выдающихся современных художников в возрасте до 50 лет.
Псевдоним Волигамси получается прочтением фамилии Исмагилов в обратном направлении.

## Работы находятся в собраниях
- Московский музей современного искусства, Москва.
- Музей современного искусства Эрарта, Санкт-Петербург.
- Художественный музей имени М. А. Врубеля, Омск.
- Государственный Русский музей, Санкт-Петербург.
- Красноярский музейный центр, Красноярск.
- Государственный музейно-выставочный центр РОСФОТО. Санкт-Петербург.
- Фонд Владимира Смирнова и Константина Сорокина. Москва.
- Фонд Марджани, Москва.
- White Rabbit Collection. Сидней, Австралия.
- Redbase Contemporary Art Foundation. Джакарта, Индонезия.
- Fondation Francès. Senlis, Франция.

## Персональные выставки
- 2016 — «Деревня». 11.12 GALLERY, Москва.[3]
- 2016 — «Неофициальный альбом». Галерея «Пенаты», Красноярск.[4]
- 2013 — «Снег». 11.12 GALLERY, Москва.[5][6]
- 2011 — «Неофициальный альбом». Галерея Green Art, Пермь.
- 2011 — «The Conditions Of Winter».галерея Эрарта, Лондон.
- 2008 — «Ринат Волигамси». «Ravenscourt Galleries», Москва.
- 2008 — «Неофициальный альбом». МЗ СХ, Уфа.[7]
- 2007 — «Люди. Разговоры. Мухи». ЦДХ, Москва.
- 2002 — «Ринат Волигамси». Галерея «Amadeus Art», Лондон.
- 2001 — «Ринат Волигамси». ЦДХ, Москва.
- 2000 — «Ринат Волигамси». Галерея «Мирас», Москва.
- 1999 — «Ринат Волигамси». Галерея «Максимум», Уфа.
- 1999 — «Ринат Волигамси». Галерея «Новая галерея», Уфа.
- 1995 — «Ринат Волигамси». ВДЦ, Златоуст.

## Награды
1995 — Лауреат Государственной премии РФ в области литературы и искусства за 1994 год.